# Burg Hartenstein (Mittelfranken)
Die Burg Hartenstein ist der Rest einer Höhenburg auf einer Anhöhe bei Hartenstein im Landkreis Nürnberger Land in Mittelfranken.

## Geschichte

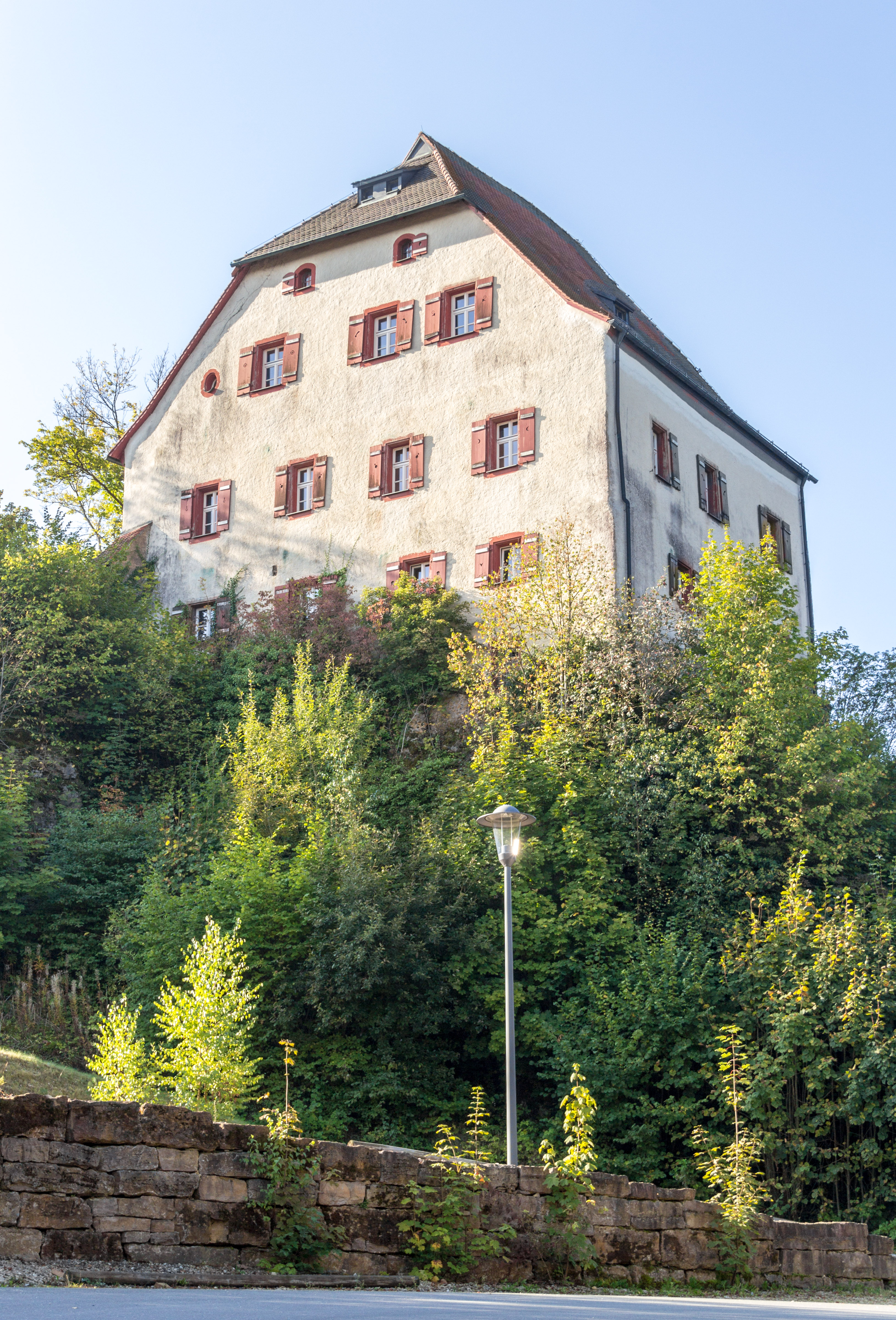
Hauptgebäude

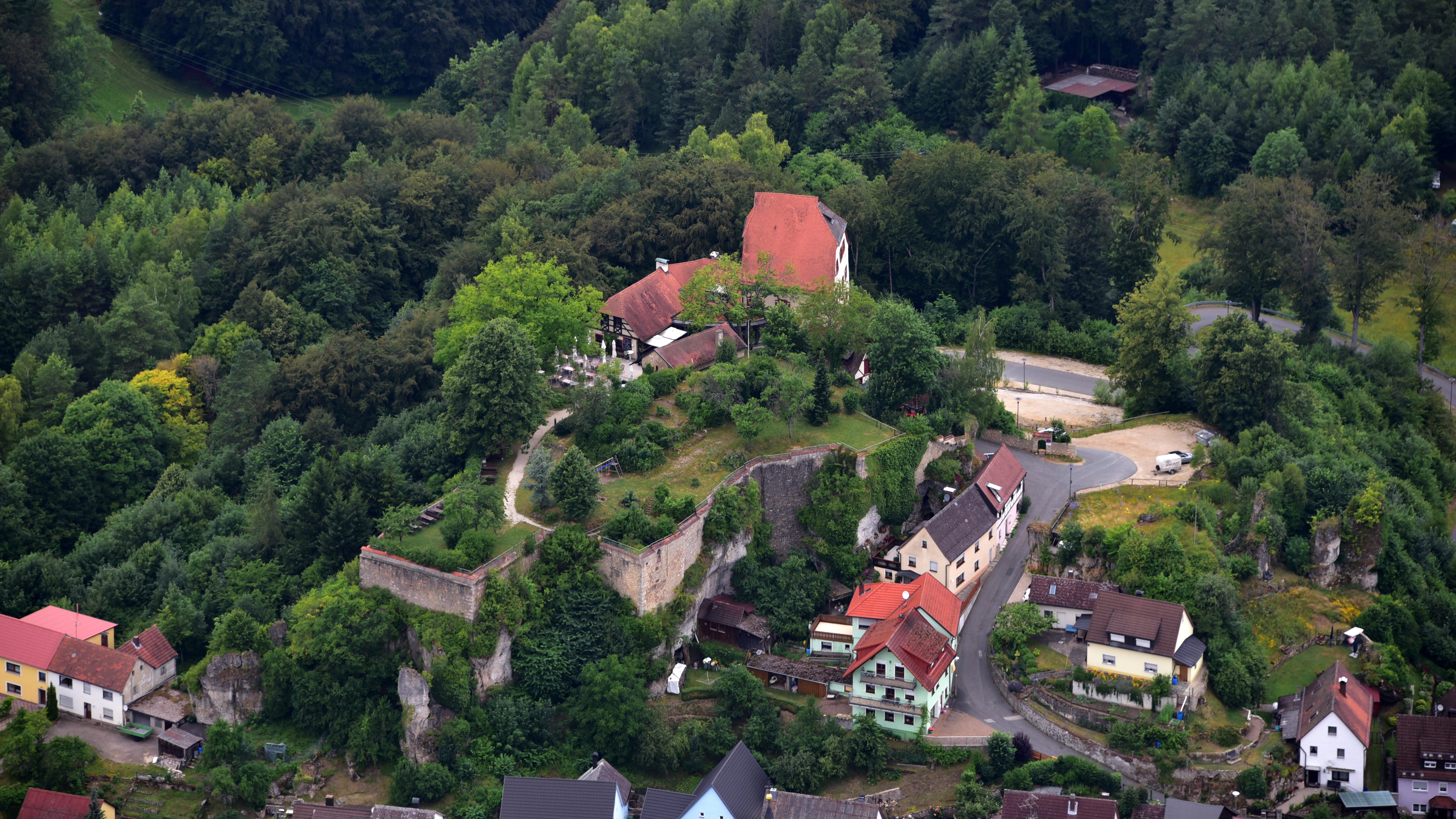
Burg Hartenstein, Luftaufnahme (2016)

Die Burg Hartenstein entstand wohl nicht vor der ersten Hälfte des 13. Jahrhunderts, möglicherweise erst eigenmächtig im Interregnum unter den Reichsministerialen von Neidstein. Diese Annahme wird von neuesten Befunden – Großquader mit Zangenlöchern – und einschlägigen Keramikfunden gestützt. 1268 wurde die Burg erstmals urkundlich im Besitz des „Rupertus miles dictus de Hertenstein“ bezeugt.
Die in älteren heimatgeschichtlichen Publikationen genannte These von der Erbauung im 10. Jahrhundert basiert auf Fehlinterpretationen einer urkundlichen Nachricht und ist ebenso abzulehnen wie die Zuordnung eines angeblich 1016 genannten Rupert de Herte, dictus de Lapide (= Rupert von Herte, genannt von Stein).
Der erstmals gesichert aufscheinende Rupert von Hartenstein stiftete 1268 mit seinen Brüdern Konrad, Heinrich von Hartenfels und Rupert V. von Neidstein zum Seelenheil des Vaters Rupert IV. von Neidstein an das Kloster Engelthal. Mit dem Tod des Heinrich von Hartenstein fiel die Burg 1324/25 an die verwandten Schenk von Reicheneck, die die Burg 1325 gegen einen Ansturm Nürnberger Truppen verteidigten. Kurz darauf übernahm sie König Ludwig der Bayer, der sie 1329 im Vertrag von Pavia der pfälzischen Linie der Wittelsbacher überließ. Unter dem pfälzischen Viztum Ludwig von Eyb d. J., dem mutmaßlichen Verfasser des „Wilwolt von Schaumberg“, kam es nach 1503 zu größeren Erweiterungen. Die im späten 17. Jahrhundert angelegten äußeren Befestigungswerke wurden nach der Einnahme der Burg im Spanischen Erbfolgekrieg 1703 gesprengt.
Die Burg Hartenstein befand sich bis 2001 in Privatbesitz der Familie Haunhorst. Dr. Hans Anna Haunhorst, Kaiserlicher Attaché a. D., kaufte die Burg kurz nach dem Ersten Weltkrieg und restaurierte sie. Im Jahr 2002 kaufte die Gemeinde Hartenstein die Burganlage von Frau Mia Haunhorst. Die Familiengruft der Familie Haunhorst befindet sich in dem Gartenteil der Burganlage. Zuletzt wurde dort im Jahr 2013 Mia Haunhorst beigesetzt. Im Jahr 2004 gründete die Gemeinde Hartenstein die „Burg Hartenstein AG“. Sie soll die Burg erhalten und der Öffentlichkeit zugänglich machen. Außerdem wurde am 21. September 2005 zur kulturellen Belebung der Burg Hartenstein der Verein Freundeskreis Burg Hartenstein gegründet. Der Freundeskreis will in der Burg insbesondere eine Dauerausstellung zur Geschichte des Rittertums in Franken einrichten. Zum 1. Vorsitzenden des Freundeskreises Burg Hartenstein e. V. wurde Robert Giersch gewählt, der kürzlich als Nachfolger von Volker Alberti zum Kreisheimatpfleger für den nördlichen Teil des Landkreises Nürnberger Land berufen wurde.
Im Jahre 2009 entstand in den Obergeschossen des Hauptgebäudes eine Ausstellung zum Rittertum in Franken, welche im November eröffnete. Neben der Dauerausstellung sollen Sonderausstellungen das Angebot ergänzen. Im Erdgeschoss des Hauptgebäudes soll im Wappensaal ein Restaurant entstehen, außerdem ist ein Vortragssaal eingerichtet worden.
Die Burg ist vom Bayerischen  Landesamt für Denkmalpflege als Baudenkmal (D-5-74-129-2) und Bodendenkmal (D-5-6435-0132) ausgewiesen. 